# Pargo-zapata
Pargo-zapata, é o nome comum, dado em Portugal, à espécie de peixe Pagrus caeruleostictus.